# 三江口大桥
三江口大桥，原名马尾大桥，是连接福建省福州市马尾区与仓山区的跨越闽江的公路桥。设置双向八车道，全长6.38公里，其中南岸接线长约1.9公里，北岸接线长约2.8公里，跨江段桥长1.68公里，桥面宽42.5米，总投资约37.8亿元，设计时速80公里。2019年1月22日，大桥正式命名为三江口大桥，以响应仓山区三江口片区建设；1月29日建成通车。
三江口大桥北连接线共13条匝道，桥梁面积7.4万平方米；南连接线共21条匝道，桥梁面积10.8万平方米。两侧非机动车道宽3米，人行道宽75厘米。

## 跨江段
大桥跨江段为跨越闽江的一段，全长1684米，分为主桥和副桥。北部的主桥共7跨，桥跨组合为{\displaystyle 71+83+123.5+240+123.5+83+71=795}米；南部的副桥共11跨，桥跨组合为{\displaystyle 71+9\times 83+71=889}米。主桥上部箱梁有V型结构、悬臂段和合龙段组成。主跨240米，跨中为92米长的钢箱梁，其余桥跨为混凝土箱梁。跨江段共有34个桥墩，墩身为顺桥向变厚度实心墩，墩顶设两层装饰檐。

## 历史
2013年1月1日，马尾大桥奠基，开始动工建设。
2013年6月，马尾大桥及其接线工程可行性研究报告获福州市发改委批复。
2014年9月，马尾大桥北主桥第一根桩基施工。
2017年1月，马尾大桥主桥完成全部262根桩基。
2017年7月25日，马尾大桥跨江段首跨箱梁合龙。
2018年8月30日，马尾大桥主桥合龙。
2018年12月13日，马尾大桥主线主体结构完工。
2019年1月22日，马尾大桥正式命名为三江口大桥。
2019年1月29日，三江口大桥通车。
2019年6月9日，马尾公交开通经过三江口大桥的公交车（M2路），连接福州南站和马尾区。
2019年6月26日，三江口大桥北接线所有匝道建成通车。